# Bulbophyllum cruttwellii
Bulbophyllum cruttwellii är en orkidéart som beskrevs av Jaap J. Vermeulen. Bulbophyllum cruttwellii ingår i släktet Bulbophyllum och familjen orkidéer. Inga underarter finns listade i Catalogue of Life.